# Ледяной дождь

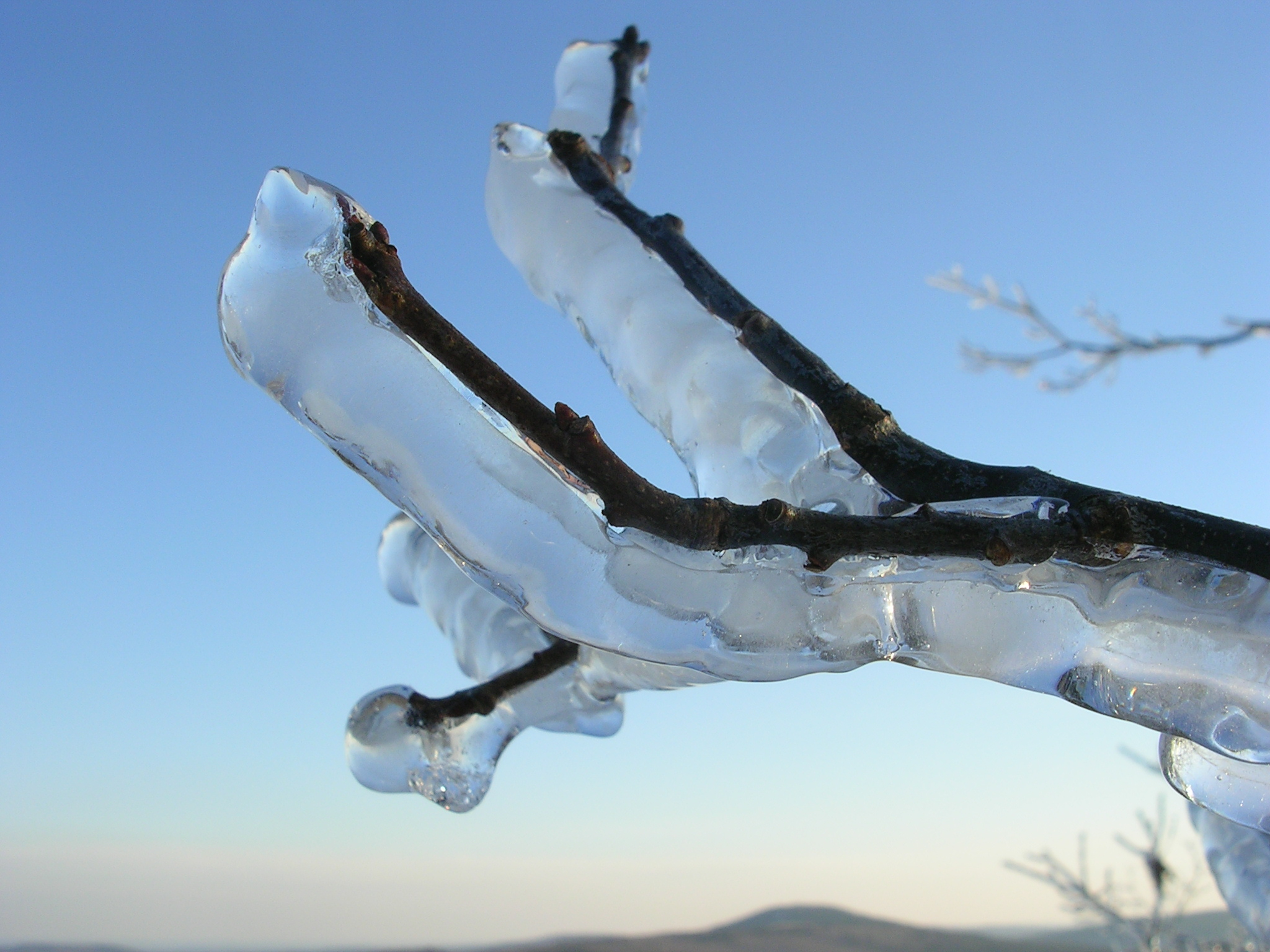
Ветви деревьев, покрытые ледяной коркой

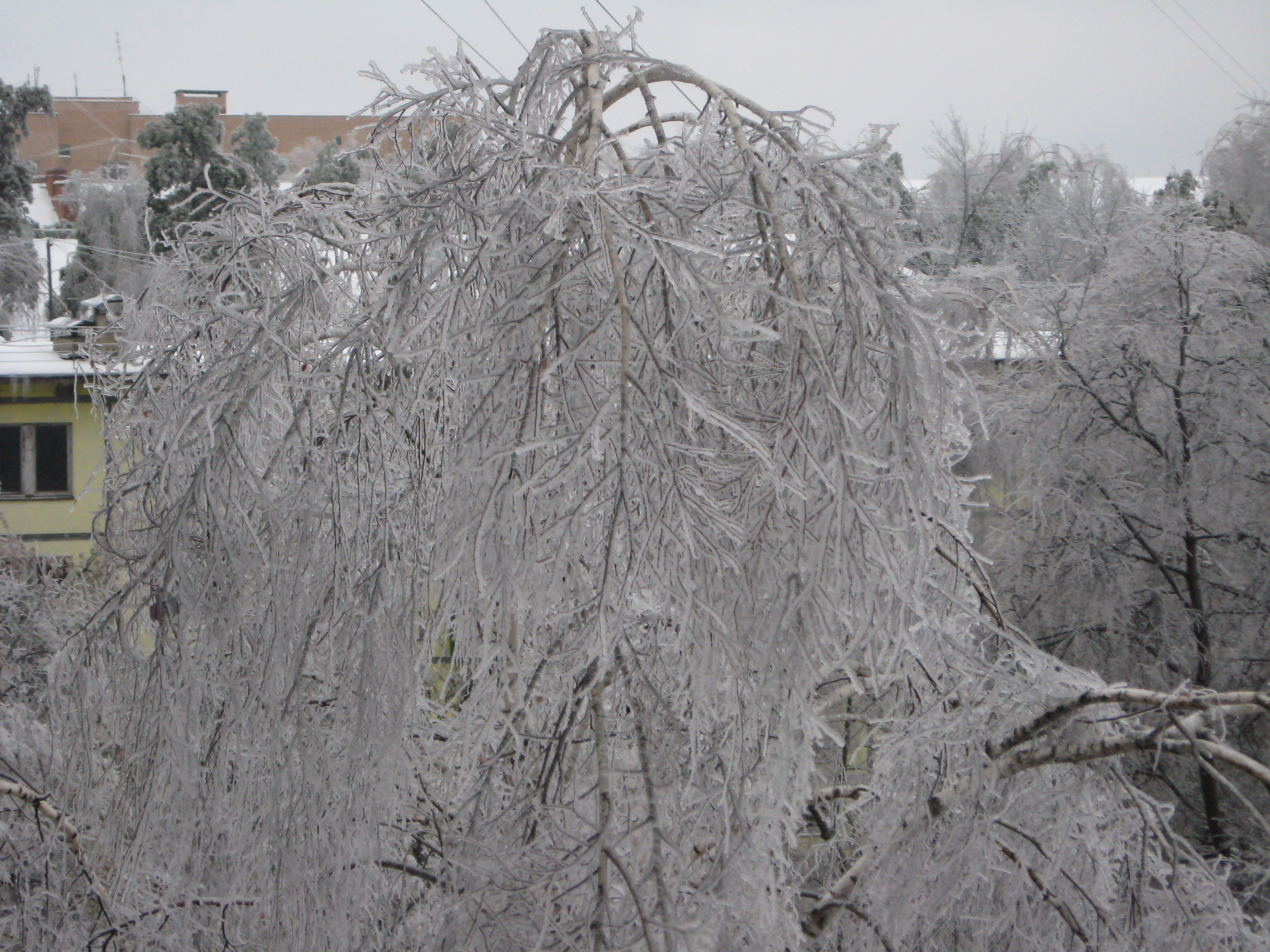
Последствия ледяного дождя в Подмосковье 26 декабря 2010 года.

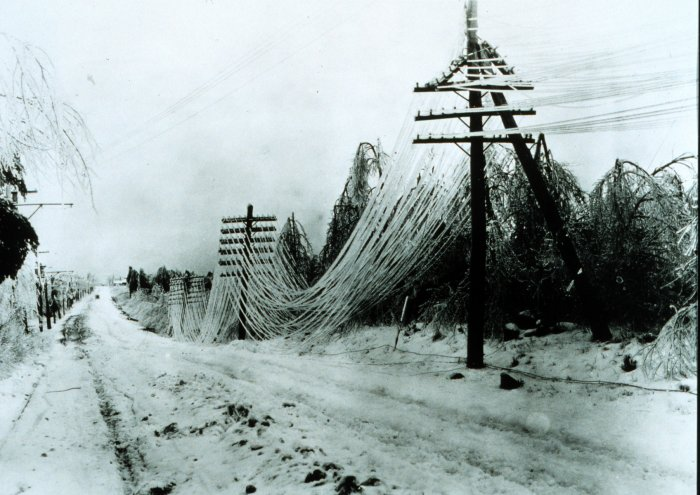
Поврежденная ледяным дождем телеграфная линия

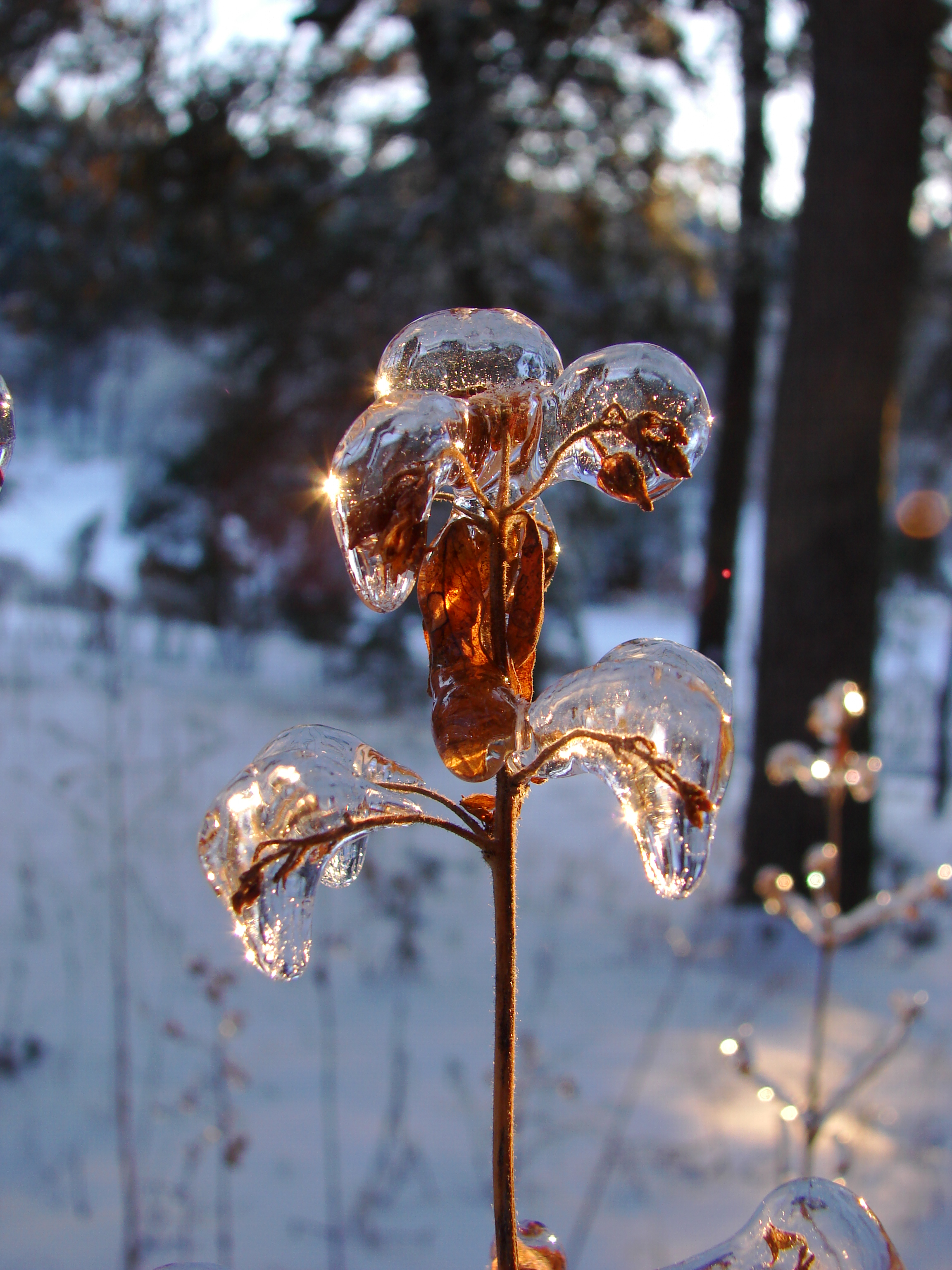
Ледяной дождь во Львове

Ледяно́й дождь — смешанные атмосферные осадки, выпадающие из облаков при отрицательной по шкале Цельсия температуре воздуха, часто приводят к образованию гололёда. Ледяной дождь наблюдается при наличии температурной инверсии, когда у поверхности земли находится холодный воздух, а над ним располагается слой более тёплого воздуха с положительной температурой.

Диаграмма зависимости вида осадков от температуры. Красная линия показывает, при каких температурах образуется замерзающий дождь, зелёная — ледяной дождь

## Описание
Согласно профессиональному определению (использующемуся, например, в Российском гидрометеорологическом энциклопедическом словаре), ледяной дождь — выпадающие из облаков мелкие прозрачные ледяные шарики, размером 1-3 мм в диаметре. Чаще всего подобное явление наблюдается при температуре 0…−10 °C, иногда до −15 °C. Ледяные шарики, наподобие капсул, образуются при замерзании капель дождя, когда последние падают сквозь нижние слои воздуха с температурой ниже нуля градусов Цельсия. Внутри шариков находится незамёрзшая вода — падая на предметы, шарики разбиваются на скорлупки, вода вытекает и образуется гололёд.
Следует заметить, что более частым источником образования гололёда является не ледяной дождь (sleet), а замерзающий дождь (freezing rain).
В более широком толковании, использующемся в разговорной речи и в СМИ, а также, например, в справочнике дорожных терминов, в котором термин «ледяной дождь» указывается в качестве синонима термина «изморозь») ледяной дождь — переохлаждённые капли воды, падающие из относительно тёплого воздуха выше температурной инверсии и замерзающие при соприкосновении с холодной, ниже 0°С, поверхностью, что формирует гололёд. В этой трактовке объединены два различных вида осадков (замерзающий дождь и ледяной дождь), приводящих к образованию гололёда.

## Опасность ледяного дождя
Нередко это атмосферное явление наносит значительный ущерб и классифицируется как природный катаклизм (с тяжелыми последствиями и человеческими жертвами). Такими, например, были ледяные дожди в Северной Америке (1998 и 2007 гг.) и в Москве (25 декабря 2010), Приморском крае (19 ноября 2020)Ледяной дождь в Приморском крае (2020)
В своём трёхчастном очерке «Ураган над Нью-Йорком», Татьяна Толстая описывает катастрофические бытовые последствия ледяного дождя, случившегося в октябре 2012 года после прохождения основного циклона, когда деревья, облепленные и перегруженные льдом, массово падали на линии электропередач, фактически отрезая небольшие населённые пункты от мира и лишая людей всех благ цивилизации, начиная от электричества, тепла и связи, — и кончая продуктами первой необходимости.

## Примеры
Ледяной дождь во Владивостоке, прошедший в ночь на 19 ноября 2020 года, привёл к режиму ЧС. Метеорологи зафиксировали аномальную толщину обледенения проводов и деревьев – до 12 мм. Такого в крае не было в течение последних 30 лет. Только во Владивостоке 1353 жилых дома остались без электричества, 1266 домов без холодной воды, 887 домов без горячей воды, 776 домов без отопления, а в других регионах области 150 000 человек сообщили о проблемах с отоплением, светом и водой в квартирах и частных домах. В результате стихии обледенели ванты моста на остров Русский, мост был закрыт для проезда, единственным средством доставки пассажиров и груза на остров стал паром «Босфор Восточный».